# Mozzarella
La mozzarella ou mozzarelle est un fromage à pâte filée traditionnel de la cuisine italienne, à base de lait de vache ou de bufflonne. Deux de ces fromages bénéficient d'une appellation d'origine protégée, la mozzarella di bufala campana produite en Campanie avec du lait de bufflonne, et la mozzarella di Gioia del Colle produite dans les Pouilles avec du lait de vache .
En Italie, la mozzarella de lait de vache sans appellation protégée est fabriquée et commercialisée sous le nom de « mozzarella », ou « mozzarella di latte vaccino », ou « fior di latte ». Ailleurs dans le monde, la mozzarella est un fromage industriel qui fait partie des fromages de lait de vache les plus produits et consommés. Ce fromage industriel, commercialisé sous le nom de mozzarella, crée une confusion avec la mozzarella traditionnelle.

## Appellation
La mozzarella tire son nom d'une étape particulière de son cycle de production. En effet, après l'étape du filage, la pâte est « mozzata », c'est-à-dire « coupée » en morceaux commercialisables.
Le mot « mozzarella », féminin en italien comme en français, est parfois francisé en mozzarelle ; au Québec on peut aussi utiliser le terme au masculin.
L'appellation d'origine protégée (AOP, en italien DOP) a été accordée par la Commission européenne le 12 juin 1996 à la mozzarella di bufala campana élaborée avec du lait de bufflone et le 9 décembre 2020 à la mozzarella di Gioia del Colle élaborée avec du lait de vaches de races sélectionnées.
De nos jours, la mozzarella est majoritairement fabriquée hors d'Italie avec du lait de vache de toutes races,.
Le nom mozzarella n'a toutefois jamais pu être déposé, car il est générique.

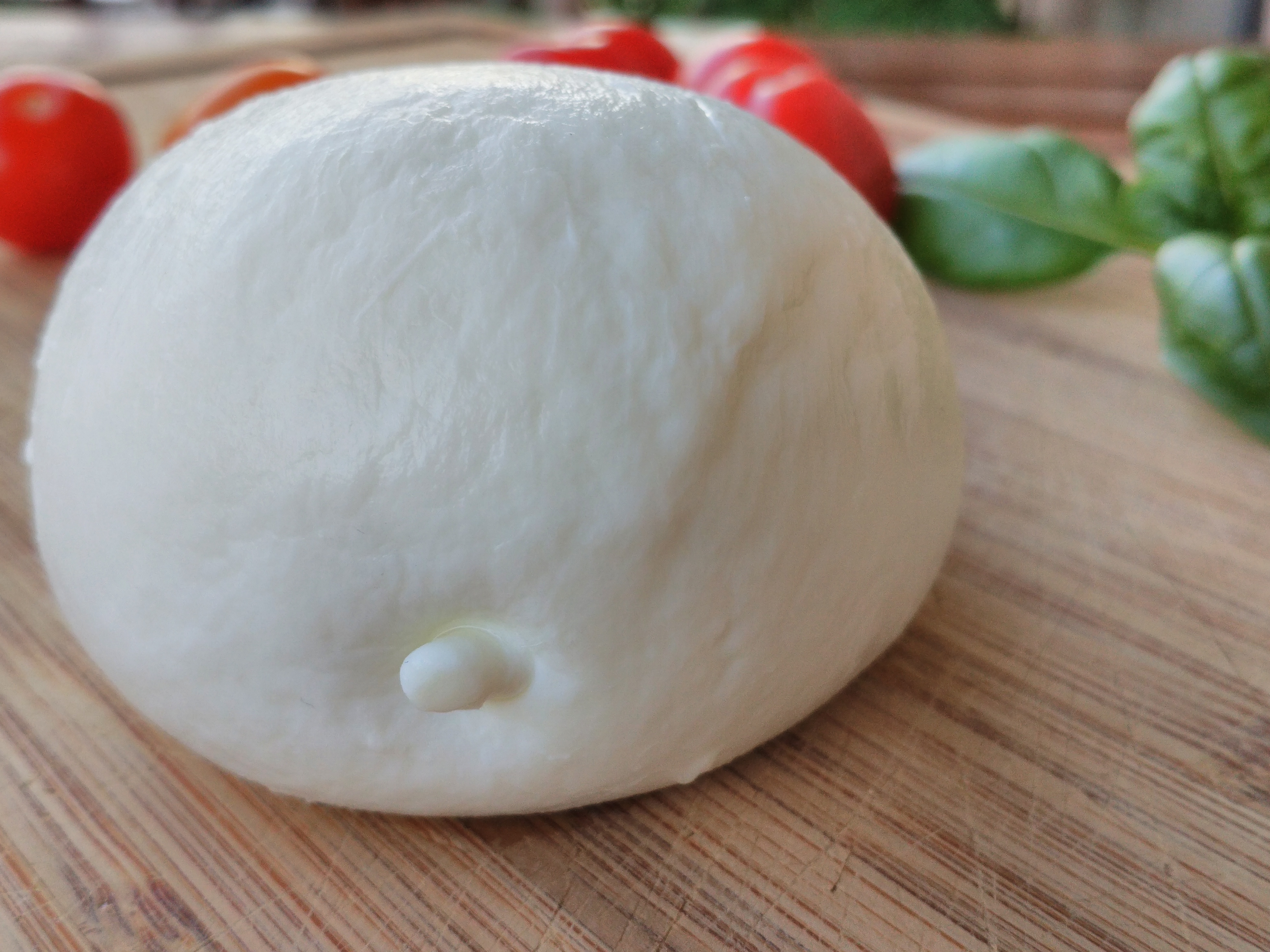
Mozzarella di Bufala Campana.
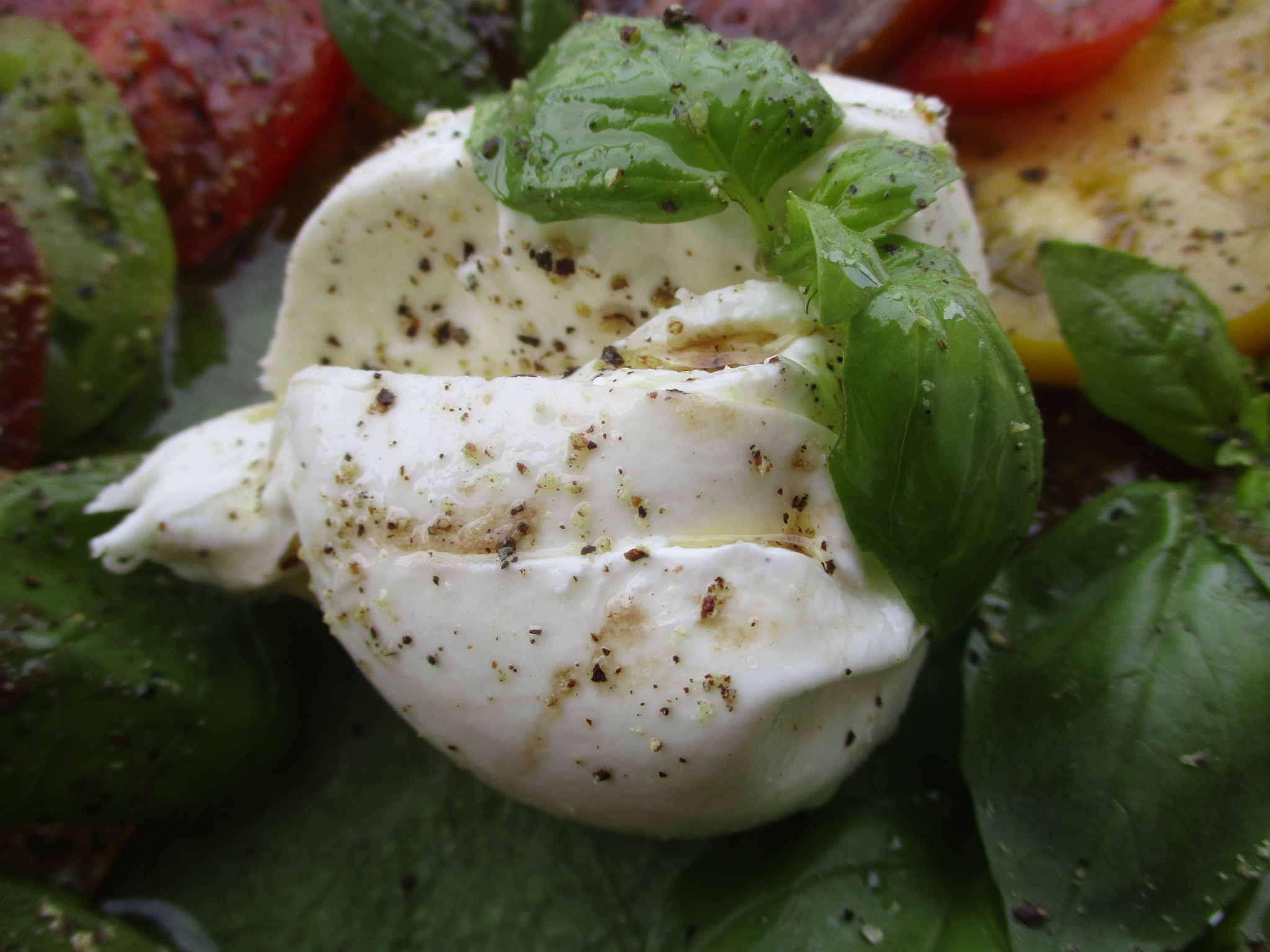
Burrata (variante).
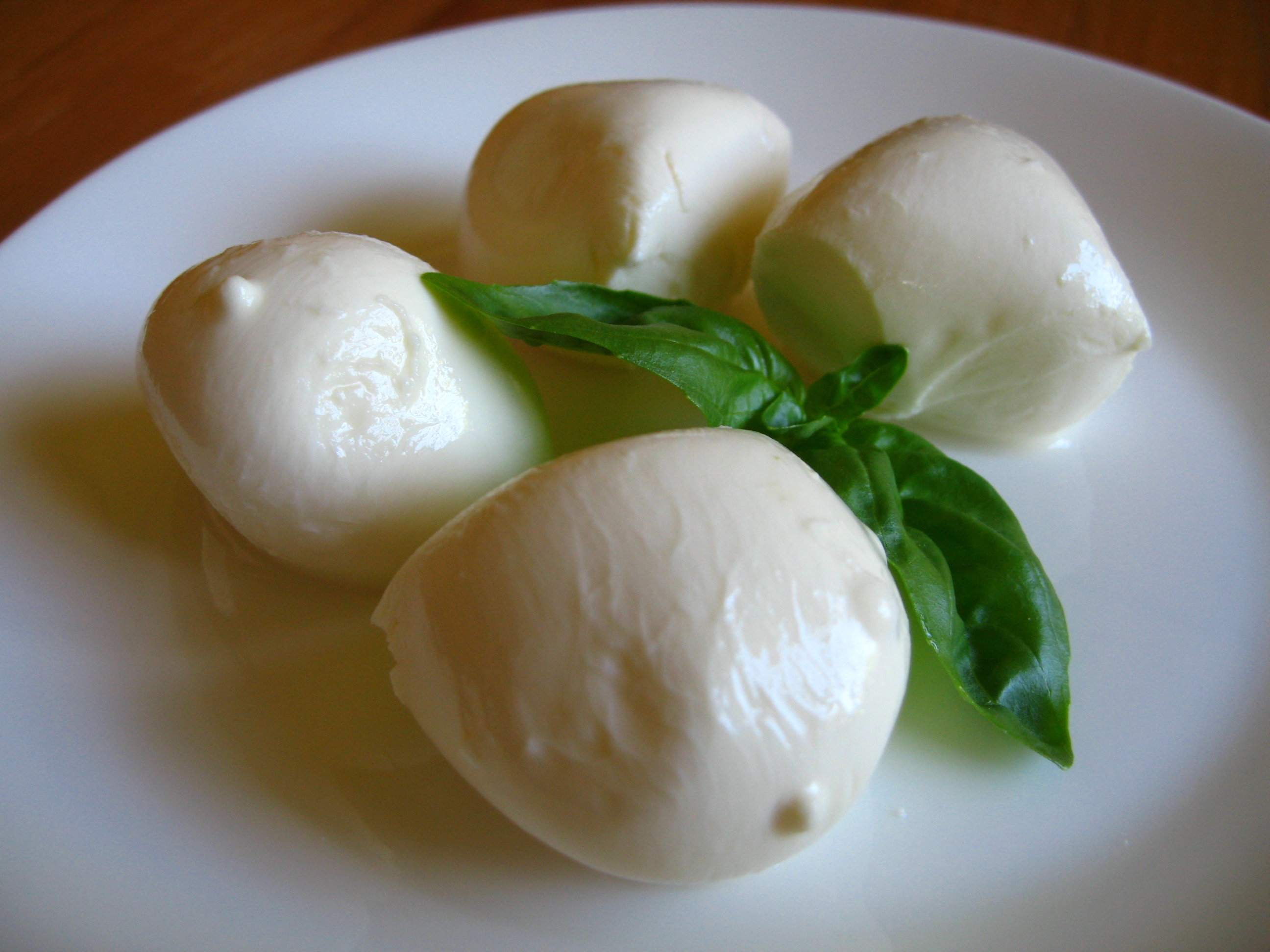
Bocconcini (variante).

## Fabrication

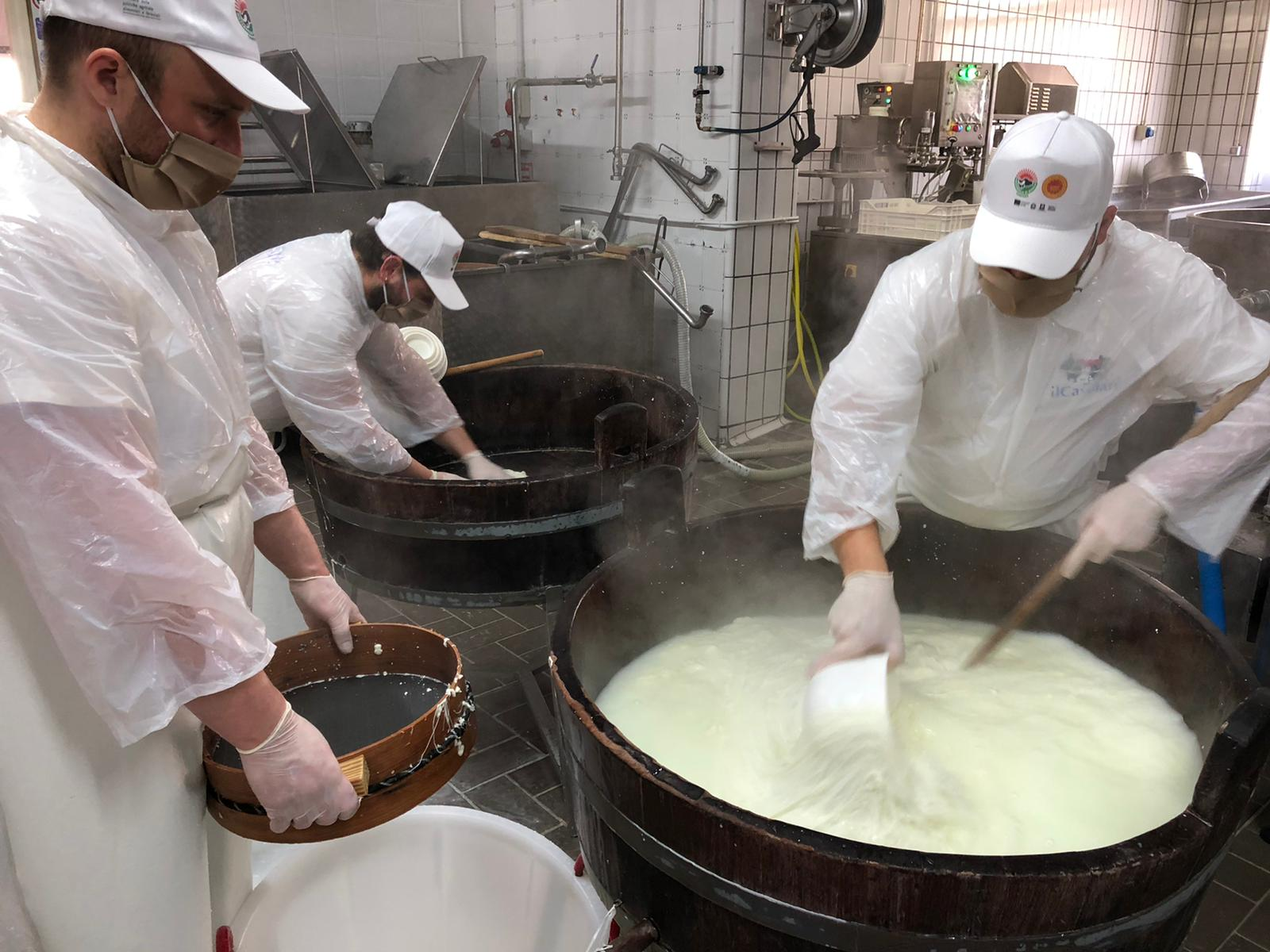
Filage de mozzarella di Bufala Campana par des maîtres fromagers.

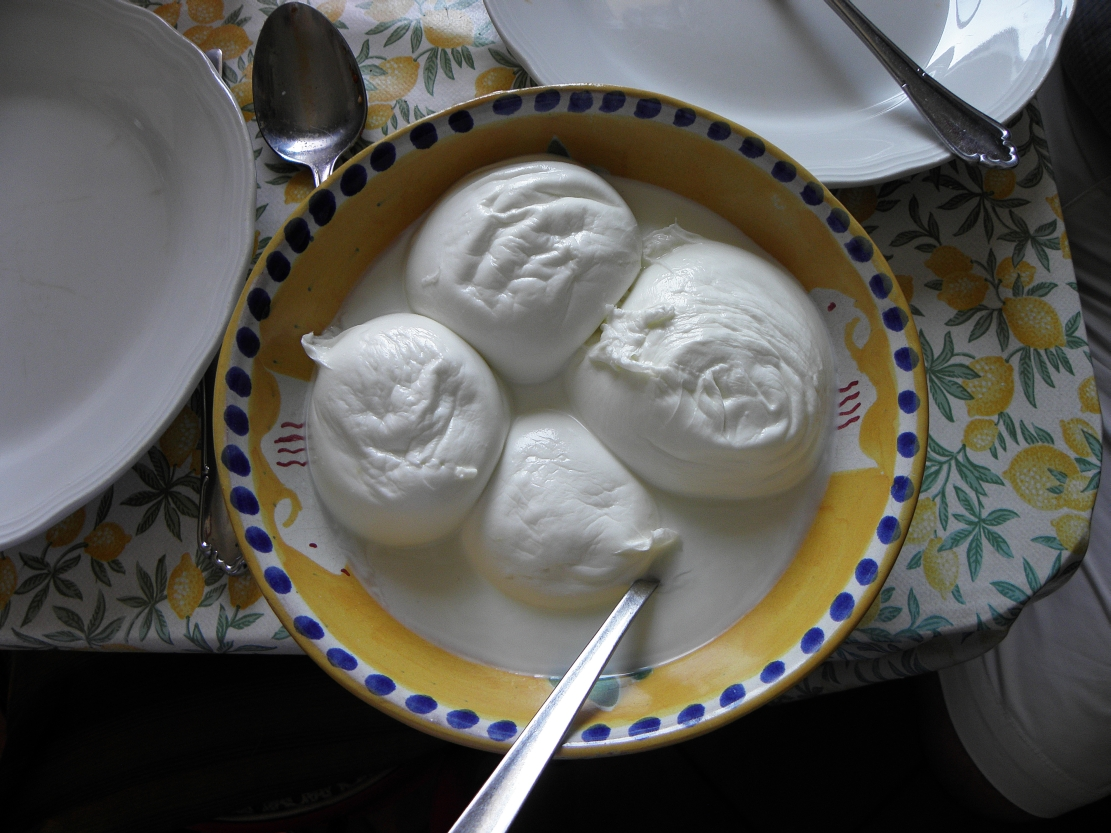
Mozzarella di Bufala Campana.

C'est un fromage frais de saveur douce et acidulée produit traditionnellement en Italie dans les régions de Campanie, Pouilles, Basilicate, Calabre, Abruzzes, Molise, Marches et dans le sud du Latium. Le poids moyen d'un fromage est de 400 à 800 g. Il faut environ dix litres de lait pour produire un kilogramme de fromage.
La particularité de la mozzarella est d'être un fromage à pâte filée. Le lait est d'abord emprésuré. Le caillé obtenu est découpé puis trempé dans de l'eau très chaude (80 à 90 °C). Il est alors filé : le filage consiste à soulever et à tirer la pâte à plusieurs reprises, en s'aidant d'une écuelle et d'un bâton, jusqu'à ce que l'on obtienne un mélange filant et homogène. Après avoir été soumise au filage, elle est « mozzata », c'est-à-dire « coupée » pour lui donner la bonne dimension. Lorsqu'elle est coupée à la main cela laisse une empreinte caractéristique.
Depuis des siècles, les élevages de bufflonnes se trouvent en Campanie, importés par les Lombards, pour la plupart dans la province de Caserte (par exemple la mozzarella d'Aversa est réputée), mais aussi vers Paestum et Battipaglia.
Il existe un très grand écart de qualité et de saveur entre la production fermière et les fabrications artisanales et industrielles. La mozzarella AOP de Campanie n'est faite qu'avec du lait de bufflonne, tandis que la mozzarella AOP des Pouilles est élaborée avec du lait de vaches des races Brune, Frisonne, Pie rouge ou Jersey. Les fromageries industrielles utilisent aussi bien du lait de bufflonne que du lait de vache.
Pour accélérer la fabrication, certains fabricants remplacent les ferments lactiques par de l'acide citrique. Le lait frais est quant à lui de plus en plus souvent remplacé par du lait caillé réfrigéré, voire congelé, produit quelques mois à quelques années auparavant. La pâte filée est alors obtenue par simple ajout d'eau chaude.

## Consommation
Elle peut se consommer nature, crue ou cuite, et entre dans la composition de nombreuses recettes de salades, pâtes, pizzas, etc, dont quelques spécialités italiennes dont les salade caprese ou pizza Margherita. 
Le goût de la mozzarella varie en fonction de sa qualité, allant d'une saveur relativement neutre jusqu'au goût prononcé de lait en passant par de subtils arômes de noisette.
Les mozzarellas fermière et artisanale doivent être consommées très rapidement après leur fabrication, idéalement le jour même.
La mozzarella est le fromage le plus consommé en Italie, présent sur les tables de six Italiens sur dix.

Quelques recettes de cuisine italienne
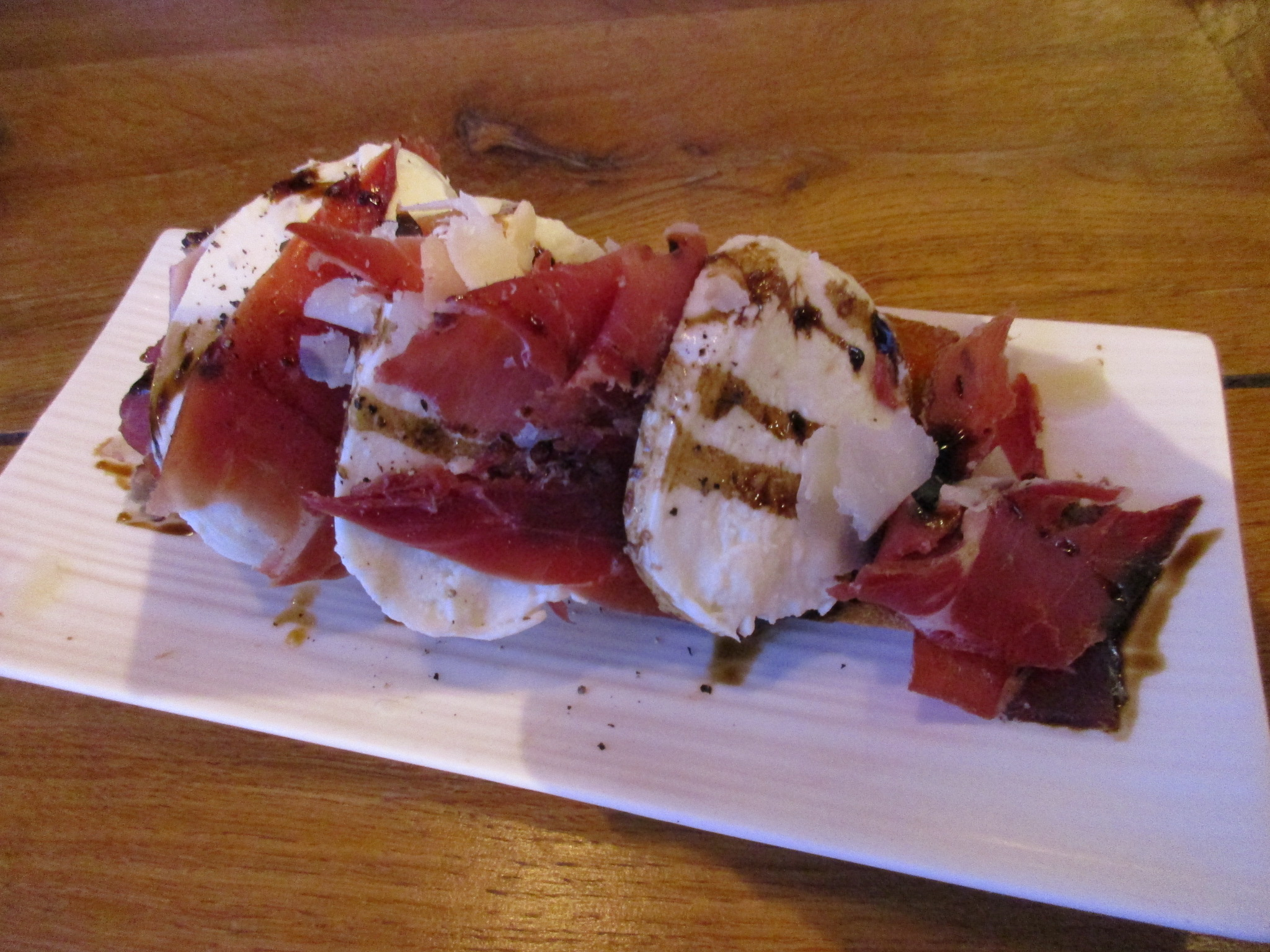
Bruschetta.
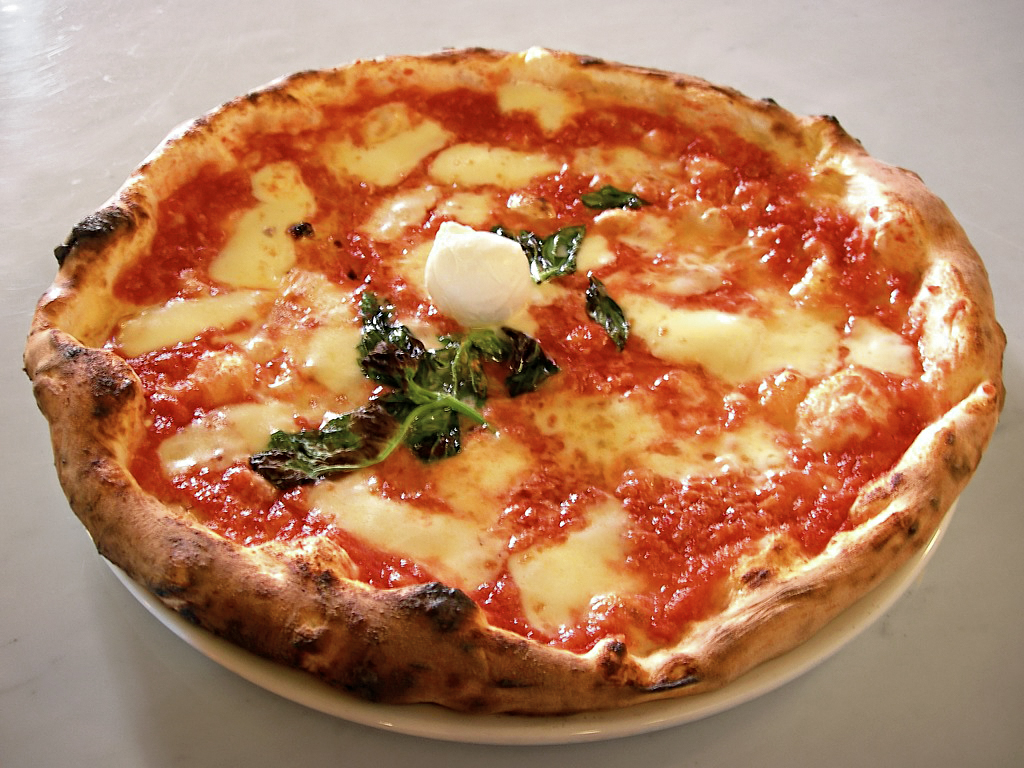
Pizza Margherita.
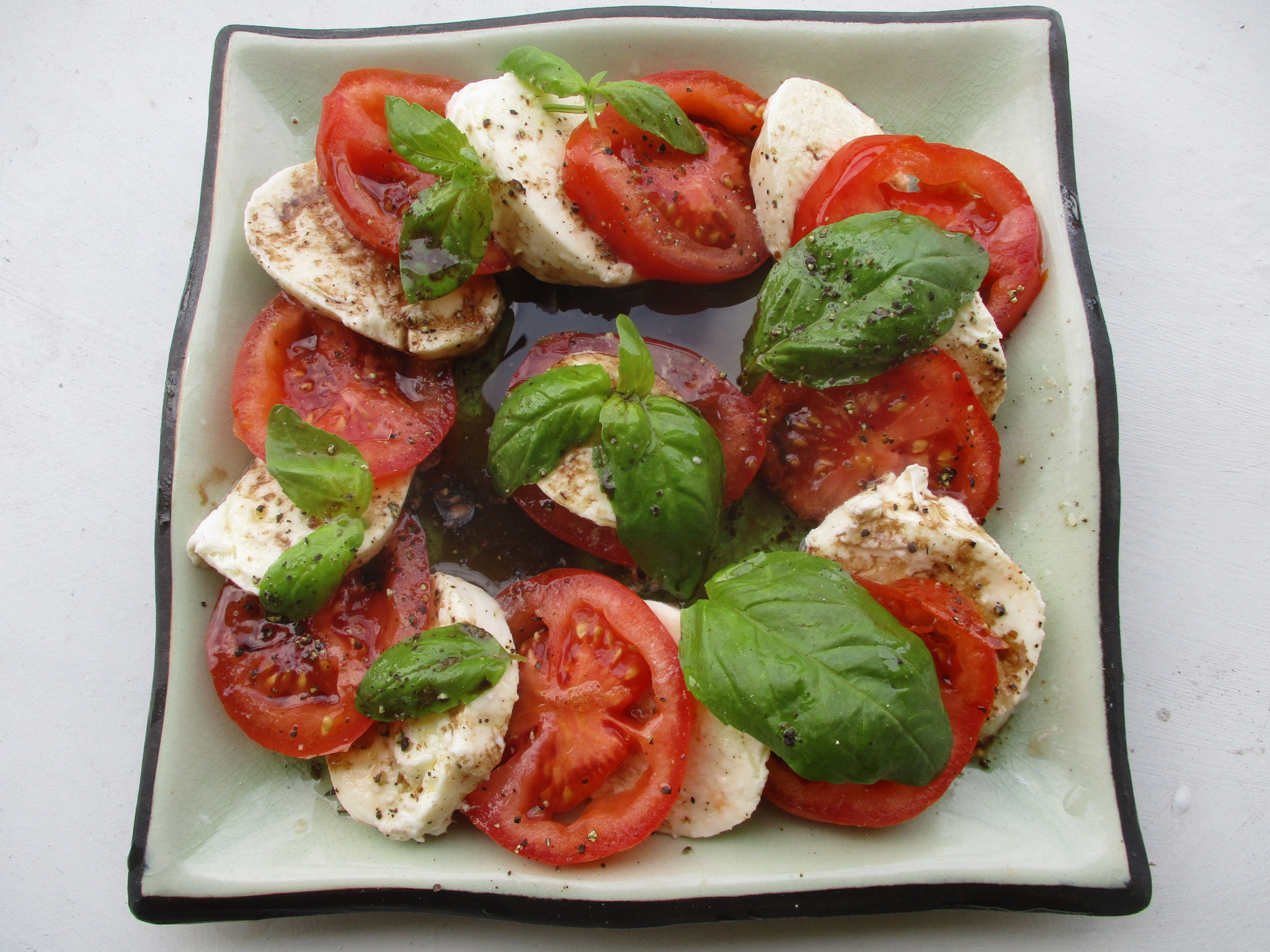
Salade caprese.
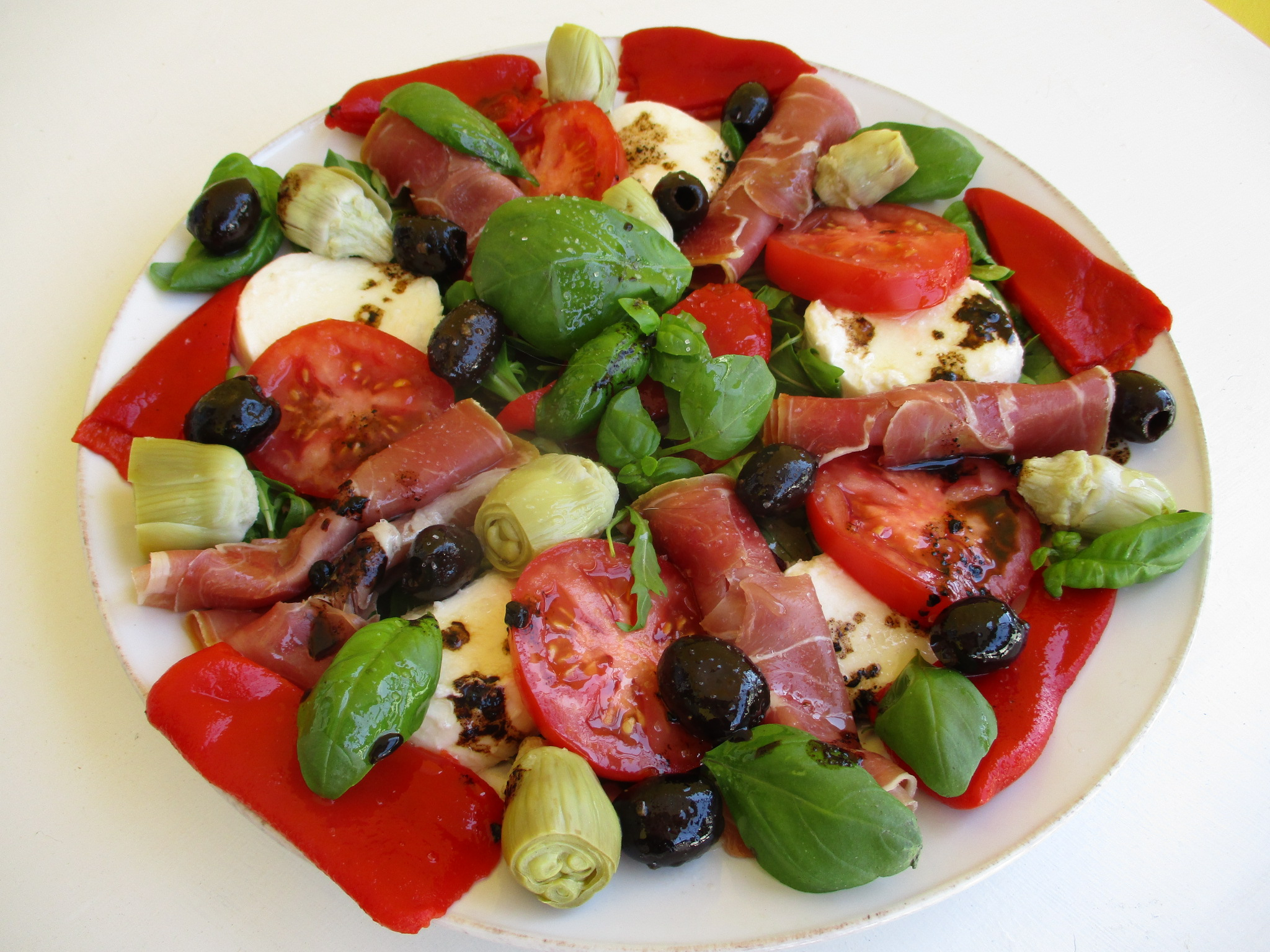
Antipasti.
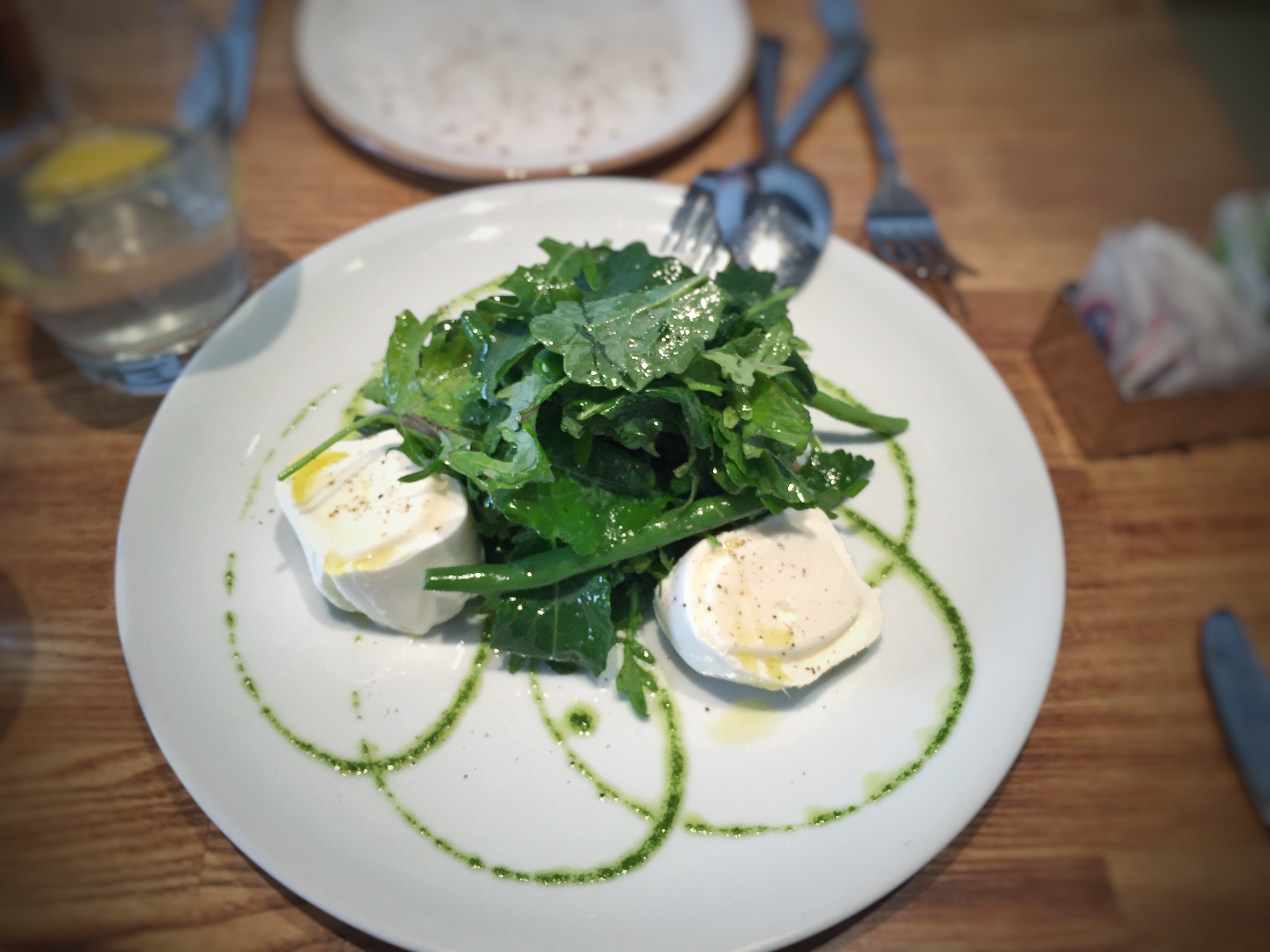
En salade.

## Nutrition
La mozzarella serait un aliment acidifiant (indice PRAL de 14,74).
Valeur nutritionnelle : de 229 à 323,333 kcal/100g.

## Géographie

### En Italie
En Italie, la mozzarella se consomme crue ou cuite, le plus souvent en accompagnement. Ses propriétés filantes en font un ingrédient incontournable quand elle est fondue.
Elle est un élément essentiel de la pizza cuite (dont la pizza Margherita) et de la salade caprese (tomates mozzarella), habituellement servie crue avec du basilic, de l'huile d'olive et éventuellement du vinaigre non balsamique (car il enlève le goût des tomates).

#### Affaire de la mozzarella de la région de Naples
Début 2008, 66 élevages de bufflonnes (sur un total de 1 900 élevages de bufflonnes en Italie) ont été placés sous séquestre provisoire, pour une teneur en dioxine dans le lait dépassant les normes admises. Les semaines suivantes 83 autres élevages de bufflonnes ont aussi été placés sous surveillance,.
En France, compte tenu des doutes exprimés par la Commission européenne le 27 mars 2008 au soir sur les mesures prises par les autorités italiennes pour garantir la qualité des produits commercialisés, le ministre de l'agriculture Michel Barnier, a demandé aux professionnels de consigner immédiatement les produits concernés dans l'attente d'informations complémentaires.
Selon certains auteurs, ces dioxines seraient la conséquence directe de la crise des déchets en Campanie (région de Naples). Les sols seraient gravement contaminés en raison de l'enfouissement illégal et de l'incinération sauvage des montagnes d'ordures contrôlées par les ligues mafieuses. Déjà « en 2003 à Caserte près de Naples, six mille vaches avaient dû être abattues en raison des taux de dioxine dans le lait destiné à fabriquer de la mozzarella, dix fois supérieurs aux normes européennes. »
Selon les producteurs et le gouvernement italien, la mozzarella labellisée DOP n'a pas été contaminée par ces laits.

### À Malte
Dans la cuisine maltaise, il existe aussi un fromage appelé « Mozarella » fabriqué dans l'archipel maltais, plus sec que la variété italienne. 